# Nen van Ramshorst
Geertruida Nennetje (Nen) van Ramshorst (Driebergen, 16 januari 1950) is een voormalig Nederlands politica voor GroenLinks, voormalig omroepmedewerker en gepensioneerd leraar Nederlands.

## Biografie
Van Ramshorst wordt geboren in een gereformeerd gezin in het Utrechtse Driebergen en volgde een studie Nederlands aan de Universiteit van Amsterdam.

### Omroepster
Via haar broers leerde ze Willem J.J. Glashouwer kennen, zoon van de eerste EO-voorzitter, Willem Glashouwer sr.. Van Ramshorst raakte bevriend met de vrouw van Glashouwer jr., Marianne Glashouwer, de eerste omroepster voor de EO. Bij ziekte of verhindering van haar viel ze vanaf 1970 in als omroepster, wat ze tot 1981 zou blijven doen. In 1977 presenteerde ze de EO-Jongerendag en in 1978 de EO-Familiedag.
Van 1982 tot 1985 was ze presentator bij de NCRV en panellid bij Zo Vader, Zo Zoon en als presentatrice van de muziekprogramma's Zingend tot besluit en In stemming. Van 2002 tot 2005 was zij vaste deelnemer aan het VARA-televisieprogramma Het Lagerhuis.
Tijdens haar omroepcarrière vervolgde ze haar loopbaan in het onderwijs en werd docent middelbaar onderwijs. Van 1974 tot 1993 was ze conrector en docent Nederlands aan het Goois Lyceum te Bussum. Van 1998 tot 2011 werkte ze bij het Willem de Zwijger College in Bussum als docent Nederlands en als vertrouwenspersoon.

### Politiek
In de periode 1998-2010 was zij gemeenteraadslid namens GroenLinks in haar woonplaats Bussum. Na de gemeenteraadsverkiezingen van 2010 werd Van Ramshorst wethouder in Bussum in een college met de VVD, PvdA en ChristenUnie. Ook na de verkiezingen van 2014 bekleedde ze deze functie, totdat de gemeente fuseerde tot Gooise Meren. In haar portefeuille zaten onder meer verkeer, integratie, jeugdbeleid, kunst en cultuur en openbaar groen. In 2016 verscheen haar boek over de politieke werkzaamheden in haar laatste jaar.

## Onderscheiding
In 2000 werd de Thorbeckeprijs gehouden voor niet-Kamerleden en werd zij de winnaar van deze debatwedstrijd.

## Persoonlijk
Van Ramshorst is gescheiden en ouder van één dochter.